# Bakkersmurf
Bakkersmurf is een Smurf. Hij is de bakker van het Smurfendorp en voorziet het dorp vooral van brood. Hij is te herkennen aan zijn muts die in een andere stand staat en zijn witte hemd. Bakkersmurf komt in diverse stripalbums voor, waaronder De Geldsmurf, Alles smurft vanzelf en Het Smurfenparadijs. In de tekenfilmserie komt hij niet voor.
Bakkersmurf werd ingesproken door B.J. Novak in de films De Smurfen uit 2011 en De Smurfen 2 uit 2013. Gordon Ramsay sprak Bakkersmurf in voor de animatiefilm Smurfs: The Lost Village uit 2017. Jonny Manganello sprak Bakkersmurf in voor de film Smurfs uit 2025. De Nederlandse stem van Bakkersmurf werd ingesproken door Pepijn Lanen voor de film De Smurfen uit 2011 en Hugo Kennis voor de film De Smurfen en het Verloren Dorp uit 2017.

## Bakkersmurf in andere talen
- Engels: Baker Smurf
- Frans: Schtroumpf Pâtissier/Schtroumpf Boulanger
- Italiaans: Panettiere
- Spaans: Pastelero/Panadero